# 随机神经网络
随机神经网络（英語：Stochastic Neural Networks）是一种人工神经网络，并作为人工智能的工具。
它们向神经网络引进随机变化，一类是在神经元之间分配随机过程传递函数，一类是给神经元随机权重。这使得随机神经网络在优化（Optimization）问题中非常有用，因为随机的变换避免了局部最优（local minima）。
由随机传递函数建立的随机神经网络通常被称为波茨曼机（Boltzmann machine）。
随机神经网络在风险控制，肿瘤学和生物信息学相关领域均有应用。